# Irish Open 2021
Die Irish Open 2021 im Badminton fanden vom 17. bis zum 20. November 2021 in Dublin statt.

## Sieger und Platzierte
| Disziplin    | Gold                       | Silber                           | Bronze                                 |
| ------------ | -------------------------- | -------------------------------- | -------------------------------------- |
| Herreneinzel | Yeoh Seng Zoe              | Mads Christophersen              | Nhat Nguyen                            |
| Herreneinzel | Yeoh Seng Zoe              | Mads Christophersen              | Soong Joo Ven                          |
| Dameneinzel  | Hsu Wen-chi                | Line Kjærsfeldt                  | Keyura Mopati                          |
| Dameneinzel  | Hsu Wen-chi                | Line Kjærsfeldt                  | Talia Ng                               |
| Herrendoppel | Man Wei Chong Tee Kai Wun  | Rory Easton Zach Russ            | Junaidi Arif Muhammad Haikal           |
| Herrendoppel | Man Wei Chong Tee Kai Wun  | Rory Easton Zach Russ            | Avinash Gupta Brandon Yap              |
| Damendoppel  | Debora Jille Cheryl Seinen | Wendy Chen Gronya Somerville     | Ashwini Bhat Shikha Gautam             |
| Damendoppel  | Debora Jille Cheryl Seinen | Wendy Chen Gronya Somerville     | Natasja P. Anthonisen Clara Graversen  |
| Mixed        | Robin Tabeling Selena Piek | Mikkel Mikkelsen Rikke S. Hansen | Gregory Mairs Jenny Moore              |
| Mixed        | Robin Tabeling Selena Piek | Mikkel Mikkelsen Rikke S. Hansen | Mads Vestergaard Natasja P. Anthonisen |